# Чутовка (Кемеровская область)
Чутовка — деревня в Юргинском районе Кемеровской области России. Входит в состав Проскоковского сельского поселения.

## География
Деревня находится в северо-западной части области, к северу от реки Чубур, на расстоянии примерно 24 километров (по прямой) к северо-северо-западу (NNW) от районного центра города Юрга. Абсолютная высота — 133 метра над уровнем моря.

## История
Основана в 1907 году. В 1911 году в переселенческом посёлке Чутовский, входившем в состав Варюхинской волости Томского уезда, имелось 26 дворов и проживало 203 человека (114 мужчин и 89 женщин).
По данным 1926 года имелось 50 хозяйств и проживало 287 человек (в основном — русские). В административном отношении посёлок входил в состав Александровского сельсовета Болотнинского района Томского округа Сибирского края.

## Население
| 2010 |
| ---- |
| 3    |

Половой состав
По данным Всероссийской переписи населения 2010 года в гендерной структуре населения мужчины составляли 66,7 %, женщины — соответственно 33,3 %.
Национальный состав
Согласно результатам переписи 2002 года, в национальной структуре населения русские составляли 100 % из 4 чел.

## Улицы
Уличная сеть деревни состоит из одной улицы (ул. Центральная).